# ويليام بيت
ويليام بيت (بالإنجليزية: William Pitt)‏ هو عارض ومغني أمريكي، ولد في القرن العشرين.

## وصلات خارجية
- ويليام بيت على موقع ميوزك برينز (الإنجليزية)
- ويليام بيت على موقع أول ميوزيك (الإنجليزية)
- ويليام بيت على موقع ديسكوغز (الإنجليزية)